# リッカルド・カスタニョーネ
リッカルド・カスタニョーネ（Riccardo Castagnone、1906年9月10日 - 1983年2月20日）は、イタリアのピアノ奏者、作曲家。
ブルナーテの生まれ。
ミラノのジュゼッペ・ヴェルディ音楽院で、ジュゼッペ・フルガッタにピアノ、ジュリオ・チェーザレ・パリベーニに作曲、ヘルマン・シェルヘンに指揮法を教わる。1931年からチェロ奏者のマックス・アムフィテアトロフのピアノ伴奏者としてイタリア各地を回り、1946年までデュオとして活動した。1934年から1937年まではヴァイオリン奏者のエンリコ・ピエランジェリを加えて三重奏団を結成していた。1937年から1953年までナポリのサン・ピエトロ・ア・マジェラ音楽院で教鞭をとり、1954年からは母校の教授となった。1956年からは、ヴィルトゥオージ・ディ・ローマにチェンバロ奏者として加わった。アルテュール・グリュミオーの室内楽録音のパートナーを務めていたこともある。
ミラノにて没。

## 註
1. ↑  Treccani.it
2. ↑  Tower.jp

| スタブアイコン | サブスタブ | この項目は、まだ閲覧者の調べものの参照としては役立たない、音楽関係者（バンド等）に関連した書きかけの項目です。この項目を加筆・訂正などしてくださる協力者を求めています（P:音楽/PJ:芸能人）。 |